# ARO IMS

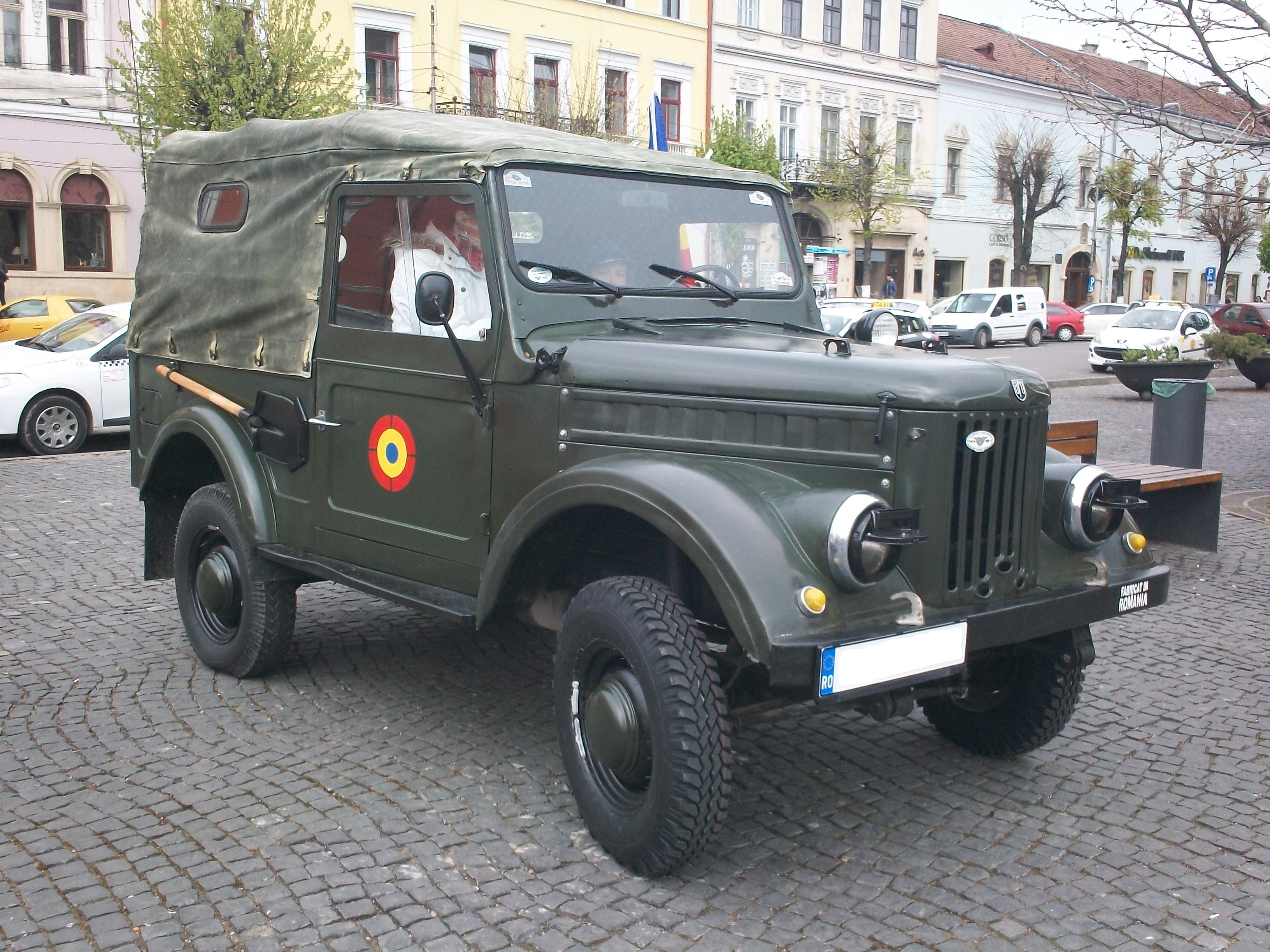
ARO M461

IMS/ARO серії M — позашляховик, що вироблявся в 1959—1963 (IMS M-59) і 1964—1975 (IMS, пізніше ARO M-461) року румунською компанією IMS/UMM за зразком радянського ГАЗ-69. В основній версії на автомобіль встановлювалися бензинові рядні чотирьох-циліндрові двигуни об'ємом 2512 см³ (70 к.с.), в експортних версіях стояли також дизельні двигуни. Потужність передавалася на задню вісь, або на обидві осі, через 4-ступінчасту механічну коробку передач. У народі автомобіль отримав назву Muscel.

## Двигуни
Бензинові
- 3,3 л (56 к.с.)
- 2,5 л (70-77 к.с.)
- 2,5 л (80 к.с.)

Дизельні
- 2,1 л (65 к.с.)
- 2,5 л (71 к.с.)